# داجوبيرت الثالث
داجوبيرت الثالث (699–715) كان ملك ميروفنجي لفرنجة ما بين 711 و715م.[بحاجة لمصدر]